# Margrietwortelmot
De margrietwortelmot (Dichrorampha acuminatana) is een vlinder uit de familie Tortricidae, de bladrollers. De spanwijdte van de vlinder bedraagt tussen de 10 en 15 millimeter. De soort komt verspreid voor over Europa en het Nabije Oosten.

## Waardplanten
De margrietwortelmot heeft gewone margriet en boerenwormkruid als waardplanten.

## Voorkomen in Nederland en België
De margrietwortelmot is in Nederland en in België een niet zo algemene soort, die verspreid over het hele gebied kan worden gezien. De soort vliegt van mei tot september.